# Villa del Rosario (Uruguay)
Villa del Rosario ist eine Ortschaft in Uruguay.

## Geographie
Sie befindet sich auf dem Gebiet des Departamento Lavalleja in dessen Sektor 13 rund 15 Kilometer nordwestlich der Departamento-Hauptstadt Minas in der Cuchilla Grande. Nördlich der Ortschaft verläuft die Cuchilla del Vejigas. Nächstgelegene Ansiedlung in dieser Himmelsrichtung ist Gaetán. Westlich des Ortes entspringt der Arroyo Vejigas, der von dort nach Westen fließt, sowie der nach Süden abfließende de Garrido, der dort auf den Pajas Blancas trifft, dessen Quelle südöstlich des Ortes liegt. Gemeinsam bilden diese dann etwa 6 Kilometer südlich Villa del Rosarios den Zufluss in den Arroyo Solís Grande.

## Infrastruktur
Villa del Rosario verfügt mit der Escuela No. 16 über eine Schule.

## Einwohner
Die Einwohnerzahl Villa del Rosarios beträgt 149 (Stand: 2011), davon 85 männliche und 64 weibliche. Für die vorhergehenden Volkszählungen der Jahre 1963, 1975, 1985 und 1996 sind beim Instituto Nacional de Estadística de Uruguay keine Daten erfasst worden.
| Jahr | Einwohner |
| ---- | --------- |
| 1996 | -         |
| 2004 | 111       |
| 2011 | 149       |

Quelle: